# Militex
Militex is de naam van een fabrikant van reinigingsmiddelen die is gevestigd aan de Ampèrestraat te IJmuiden.

## Geschiedenis
Het bedrijf werd opgericht in 1948 door een aantal ex-militairen, afkomstig uit de Tweede Wereldoorlog en Nederlands-Indië. Deze ex-militairen hadden de kennis in huis om een zeepfabriek te starten. Men ging allerlei producten ontwikkelen die aan verbruikers als scholen, restaurants en schoonmaakbedrijven werden verkocht. Aldus combineerde men de functie van groothandel en fabrikant.
Vanaf omstreeks 1986 concentreerde men zich op de toelevering aan de groothandel en het schoonmaakbedrijf. Hiertoe werden ook producten ontwikkeld die aan voorgeschreven specificaties moeten voldoen.

## Producten
Militex produceert tegenwoordig vooral industriële reinigingsmiddelen, desinfectiemiddelen, vloer-, sanitair- en glasreinigers en dergelijke.